# 东双河站
东双河站是一个京广铁路上的铁路车站，位于河南省信阳市浉河区东双河镇，建于1912年，目前为四等站，邮政编码为464136。目前客运：办理旅客乘降；行李、包裹托运；货运：办理整车货物到。